# Kurt Schulze (Widerstandskämpfer)
Kurt Schulze (* 28. Dezember 1894 in Pyritz; † 22. Dezember 1942 in Berlin-Plötzensee) war ein deutscher antifaschistischer Widerstandskämpfer, der im Rahmen des Widerstandsnetzes Rote Kapelle für den sowjetischen Geheimdienst arbeitete. Er war Funker für den sowjetischen Militärnachrichtendienst GRU in der Gruppe von Ilse Stöbe und half auch der Gruppe um Harro Schulze-Boysen und Arvid Harnack.

## Leben
Kurt wurde als siebtes von insgesamt zehn Kindern in der Familie eines armen Bäckers geboren. Sein Vater war Herrmann Schulze, seine Mutter Anna, geborene Koft. 1900 zog die Familie nach Berlin.
Nach Beendigung der Volksschule lernte Schulze den Beruf eines Verkäufers von Kolonialwaren, anschließend arbeitete er als Verkaufsgehilfe. Vor Ostern 1913 ging er nach Hamburg und heuerte als Schiffsjunge auf einem Schiff an, das nach Venezuela fuhr. Ein Jahr später kehrte er nach Deutschland zurück und arbeitete als Angestellter in verschiedenen Firmen.
Im Mai 1916 wurde er zur Kaiserlichen Marine in Kiel rekrutiert und dort als Radiotelegrafist und Flugzeugfunker auf dem Kleinen Kreuzer Stuttgart eingesetzt. Nach dem Ende des Ersten Weltkriegs wurde er arbeitslos. Ab 1920 arbeitete er im Unternehmen seines Vaters als Chauffeur eines Gütertaxis. Im gleichen Jahr wurde er Mitglied der KPD. Bis 1928 gehörte er zur Gruppe Berlin-Pankow, wo er auch Walter Husemann kennenlernte.
Anfang 1929 wurde er in der UdSSR als Funker ausgebildet. Am 8. September 1929 heiratete er Martha Leuschner (?). Nach dem Tod seines Vaters 1932 wurde er Inhaber seines Taxibetriebs, den er 1935 verkaufte. Er zog nach Petershagen und begann als Vertreter für eine Berliner Käserei zu arbeiten. Ab 1939 wohnte er wieder in Berlin. 1940 begann er als LKW-Fahrer bei der Deutschen Post zu arbeiten. Im Oktober 1941 traf er auf Anordnung der Zentrale den Aufklärer Anatoli Gurewitsch, der aus Brüssel kam.
Etwa ab diesem Zeitpunkt begann Kurt Schulze damit, Hans Coppi in der Funktechnik zu unterweisen.
Am 16. September 1942 wurde Kurt Schulze an seinem Arbeitsplatz bei der Post am Stettiner Bahnhof verhaftet und in das Gestapo-Hausgefängnis in der Prinz-Albrecht-Straße 8 gebracht. Später war er im Untersuchungsgefängnis in Spandau inhaftiert.
Am 19. Dezember 1942 wurde er vom 3. Senat des Reichskriegsgerichts wegen „Hochverrat und Zusammenarbeit mit Feinden und Spionen“ zum Tode verurteilt. Am 22. Dezember wurde er in Plötzensee hingerichtet.

## Ehrung
Schulze wurde 1969 postum mit dem Orden des Vaterländischen Krieges I. Klasse ausgezeichnet.